# Дмітрієв Ігор Сергійович
Ігор Сергійович Дмітрієв (нар. 1948) — радянський і російський хімік та історик науки. Доктор хімічних наук, професор кафедри філософії науки і техніки філософського факультету Санкт-Петербурзького державного університету, директор Музею-архіву Д. І. Менделєєва Санкт-Петербурзького університету. Автор близько 150 наукових праць, у тому числі десяти монографій.

## Біографія
Закінчив хімічний факультет Ленінградського державного університету імені А. А. Жданова у 1971 році і з цього часу працював на кафедрі квантової хімії та в Музеї-архіві Д. І. Менделєєва. В 1976 захистив кандидатську дисертацію за спеціальністю «історія науки і техніки» на тему «Виникнення та розвиток квантовомеханічної теорії ковалентного зв'язку», в 1990 — докторську дисертацію «Формування атомістичних уявлень в хімії в період становлення її як науки». Докторська дисертація була захищена одночасно за спеціальностями «історія науки та техніки» та «неорганічна хімія». З 1991 Ігор Дмітрієв — директор Музею-архіву Д. І. Менделєєва.
6 жовтня 2018 року брав участь у науково-просвітницькому форумі «Вчені проти міфів-8», що проходив у НДТУ «МІСіС», виступивши як член журі антипремії «Почесний академік ВРАЛ».